# Mouvement armé Quintín Lame
Le Mouvement armé Quintín Lame,, (espagnol : Movimiento Armado Quintín Lame), généralement simplement Quintín Lame, est une guérilla colombienne à tendance indigéniste dont la création est annoncée officiellement en décembre 1984, et active jusqu'à l'accord de paix du 27 mai 1991 avec le gouvernement. Son nom est tiré du leader indigène Manuel Quintín Lame (1880-1967). Le Quintín Lame a été actif essentiellement dans le département du Cauca,. Plus qu'une guérilla à but révolutionnaire, ce mouvement a parfois été analysé comme une manière pour certaines populations indigènes de se protéger de la violence de la force publique et d'autres guerrillas comme les FARC.